# Lycodryas granuliceps
Espèce
Synonymes
- Dipsas gaimardi var. granuliceps Boettger, 1877
- Stenophis granuliceps (Boettger, 1877)
- Stenophis capuroni Domergue, 1994

Statut de conservation UICN

 LC  : Préoccupation mineure
Lycodryas granuliceps est une espèce de serpents de la famille des Lamprophiidae. 

## Répartition
Cette espèce est endémique de Madagascar (île de Nosy Be comprise).

## Publication originale
- Boettger, 1878 "1877" : Die Reptilien und Amphibien von Madagascar. I. Studien über Reptilien aus Madagascar. II. Aufzählung der bis jetzt von Madagascar bekannt gewordenen Reptilien und Amphibien. III. Bemerkungen über die verwandtschaftlichen und geographischen Beziehunge. Abhandlungen der Senckenbergischen Naturforschenden Gesellschaft in Frankfurt, vol. 11, p. 1-56 (texte intégral).